# Grand Prix Eco-Struct 2022
La 3e édition du Grand Prix Eco-Struct a lieu le 7 mai 2022. La course fait partie du calendrier international féminin UCI 2022 en catégorie 1.1. Elle est remportée par la Néerlandaise Charlotte Kool.

## Équipes
| UCI Women's WorldTeams (2)- Liv Racing Xstra - Team DSM Équipes féminines continentales (14)- Andy Schleck-CP NVST-Immo Losch - Atom Deweloper-Posciellux.pl-Wrocław - AG Insurance NXTG - Bingoal-Chevalmeire-Van Eyck Sport - Coop-Hitec Products - GT Krush Tunap - Lotto Soudal Ladies - Le col-Wahoo - Multum Accountants - Plantur-Pura - Parkhotel Valkenburg - Rupelcleaning - Torelli-Cayman Islands-Scimitar - Valcar-Travel & Service Équipe féminines amateur (8)- Bingoal WB Ladies - Isorex - Jegg-de Jonge Renner - Keukens Redant - Lviv Cycling Team - Proximus-Alphamotorhomes - S-bikes Doltcini - WV Schijndel |
| |

## Récit de la course
Charlotte Kool, lancée par Lorena Wiebes, remporte la course au sprint.

## Classements

### Classement final
| \| Classement général \| Classement général \| Classement général \| Classement général \| Classement général \| \| Coureuse \| Coureuse \| Pays \| Équipe \| Temps \| \| ------------------ \| ------------------- \| ------------------ \| ----------------------- \| ------------------ \| \| 1re \| Charlotte Kool \| Pays-Bas \| Team DSM \| 3 h 21 min 59 s \| \| 2e \| Rachele Barbieri \| Italie \| Liv Racing Xstra \| + 0 s \| \| 3e \| Lorena Wiebes \| Pays-Bas \| Team DSM \| + 0 s \| \| 4e \| Ilaria Sanguineti \| Italie \| Valcar-Travel & Service \| + 1 s \| \| 5e \| Maike van der Duin \| Pays-Bas \| Le Col-Wahoo \| + 1 s \| \| 6e \| Pfeiffer Georgi \| Royaume-Uni \| Team DSM \| + 4 s \| \| 7e \| Nora Tveit \| Norvège \| Coop-Hitec Products \| + 4 s \| \| 8e \| Anne Van Rooijen \| Pays-Bas \| Parkhotel Valkenburg \| + 4 s \| \| 9e \| Eleonora Gasparrini \| Italie \| Valcar-Travel & Service \| + 4 s \| \| 10e \| Eline Van Rooijen \| Pays-Bas \| AG Insurance NXTG \| + 4 s \| |                     |             |                         |                 |
| |                     |             |                         |                 |
| |                     |             |                         |                 |
| Classement général |                     |             |                         |                 |
| Coureuse | Coureuse            | Pays        | Équipe                  | Temps           |
| 1re | Charlotte Kool      | Pays-Bas    | Team DSM                | 3 h 21 min 59 s |
| 2e | Rachele Barbieri    | Italie      | Liv Racing Xstra        | + 0 s           |
| 3e | Lorena Wiebes       | Pays-Bas    | Team DSM                | + 0 s           |
| 4e | Ilaria Sanguineti   | Italie      | Valcar-Travel & Service | + 1 s           |
| 5e | Maike van der Duin  | Pays-Bas    | Le Col-Wahoo            | + 1 s           |
| 6e | Pfeiffer Georgi     | Royaume-Uni | Team DSM                | + 4 s           |
| 7e | Nora Tveit          | Norvège     | Coop-Hitec Products     | + 4 s           |
| 8e | Anne Van Rooijen    | Pays-Bas    | Parkhotel Valkenburg    | + 4 s           |
| 9e | Eleonora Gasparrini | Italie      | Valcar-Travel & Service | + 4 s           |
| 10e | Eline Van Rooijen   | Pays-Bas    | AG Insurance NXTG       | + 4 s           |

### Points UCI
| Position           | 1er | 2e | 3e | 4e | 5e | 6e | 7e | 8e | 9e | 10e | 11e | 12e | 13e à 15e | 16e à 25e |
| Classement général | 125 | 85 | 70 | 60 | 50 | 40 | 35 | 30 | 25 | 20  | 15  | 10  | 5         | 3         |